# Akira the Don
Akira the Don (справжнє ім'я — Адам Наркіевіч) — британський музикант, ді-джей і продюсер.
У жанровому аспекті його музика є на перетині поп, хіп-хопу, інді та танцювальної музики. Музикант стверджує, що на нього вплинули Ice Cube, Адама Анта, Морріссі, Великий вибух, Леонард Коен, Девід Бові та Wu-Tang Clan. Його дебютний альбом «When We Were Young» був створений у співпраці з Денні Сабером (U2, Black Grape), Джеймсом Бравном (Nine Inch Nails, Ash) та Emile (50 Cent). 2017 року Akira the Don почав випускати мікстейпи, що належать до новоствореного ним жанру — мінінґвейв (англ. Meaningwave) — поєднання вейвової музики зі змістовним ліричним компонентом.